# Castillo de Canet-en-Roussillon
El castillo de Canet-en-Roussillon, también nombrado como castillo de Canet, es un antiguo castillo vizcondal del siglo XII, situado sobre una colina en la comuna francesa de Canet-en-Roussillon, en los Pirineos Orientales.
Está clasificado como monumento histórico de Francia desde el año 1984.

## Descripción
Existe documentación que atestigua la presencia del castillo vizcondal en el siglo XI construido por los francos. Aparece bajo el nombre de "Castellum de Caned" en 1013, como "Villa de Caneto" en 1017 y en 1052 como  "Canetum"; a esta época, bajo el conde de Barcelona Ramon Berenger, pertenecen varias partes de la muralla y la capilla de Saint-Martin, construida en el año 1075 como iglesia parroquial. Durante los siguientes siglos se fue ampliando la fortaleza, en el siglo XIII y se construyó la mayor parte de la muralla externa , una torre sobre el ábside de la capilla y un patio de armas central, rodeado por galerías de columnas de piedra. En el siglo XVII se construyó un considerable, en cuanto a tamaño, pozo de hielo.
Fue abandonado tras la Revolución francesa y resultó bastante dañada su estructura cuando los habitantes de la región lo empezaron a utilizar como "cantera" para conseguir piedras destinadas a construcciones de las aldeas. Declarado monumento histórico en 1984, se iniciaron trabajos de rehabilitación y reconstrucción por parte de Les Amis du Vieux Canet.